# 紅眼鬼
紅眼鬼，是流傳於台灣的紅眼睛女鬼，學校怪談之一。

## 傳說
某間總是鎖著的教室，某個學生從鑰匙孔往內偷看，卻除了紅色，什麼也看不到。這個覺得奇怪的學生詢問學長，學長告知那間教室有一個紅眼睛的女鬼。其實那個學生在偷看的同時，女鬼也透過鑰匙孔在往外窺視。